# Liste der Universitäten und Hochschulen in Griechenland
Dies ist eine Liste der Universitäten und Hochschulen in Griechenland:

## Staatliche Universitäten (griechischΑνώτατα Εκπαιδευτικά Ιδρύματα – ΑΕΙ)
- Athen:
  - Charokopio-Universität
  - Hochschule der Bildenden Künste Athen
  - Landwirtschaftliche Universität Athen
  - Nationale Technische Universität Athen
  - Nationale und Kapodistrias-Universität Athen
  - Pantion-Universität Athen
  - Universität Piräus
  - Wirtschaftsuniversität Athen (vormals Wirtschaftshochschule Athen)
  - Universität West-Attika (gegründet 2018)
- Thessaloniki
  - Aristoteles-Universität Thessaloniki
  - Universität Makedonien
  - International Hellenic University
- Übriges Griechenland:
  - Universität der Ägäis
  - Universität Ioannina
  - Ionische Universität
  - Universität Kreta
  - Technische Universität Kreta
  - Universität Patras
  - Hellenic Open University
  - Universität der Peloponnes
  - Universität Thessalien
  - Demokrit-Universität Thrakien
  - Universität Westmakedonien
  - MBS College of Crete
  - Hellenic Mediterranean University

## Ehemalige staatliche Hochschulen
- Universität Lamia bzw. Universität von Zentralgriechenland (2003–2013)

## Ehemalige staatliche Technische Hochschule (griechischΤεχνικά Εκπαιδευτικά Ιδρύματα – ΤΕΙ)
- Technische Hochschule Athen TEI (Eingliederung in Universität West-Attika; 2018)
- Technische Hochschule Chalkis (Eingliederung in Nationale und Kapodistrias-Universität Athen, Landwirtschaftliche Universität Athen, Universität Thessalien; 2019)
- Technische Hochschule Epirus (Eingliederung in Universität Ioannina; 2018)
- Technische Hochschule Ionion Nison (Eingliederung in Universität Ioannina; 2018)
- Technische Hochschule Iraklio (Eingliederung in Hellenic Mediterranean University; 2019)
- Technische Hochschule Kalamata (Eingliederung in Universität der Peloponnes; 2019)
- Technische Hochschule Kavala(Eingliederung in International Hellenic University; 2019)
- Technische Hochschule Kozani (Eingliederung in Universität Westmakedonien; 2019)
- Technische Hochschule Lamia (Eingliederung in Nationale und Kapodistrias-Universität Athen, Landwirtschaftliche Universität Athen, Universität Thessalien; 2019)
- Technische Hochschule Larisa (Eingliederung in Universität Thessalien; 2019)
- Technische Hochschule Messolongi (Eingliederung in Universität Patras und Universität der Peloponnes; 2019)
- Technische Hochschule Patras  (Eingliederung in Universität Patras und Universität der Peloponnes; 2019)
- Technische Hochschule Piräus TEIPIR (Eingliederung in Universität West-Attika; 2018)
- Technische Hochschule Serres (Eingliederung in International Hellenic University; 2019)
- Technische Hochschule Thessaloniki (Eingliederung in International Hellenic University; 2018)

## Private Universitäten
- Aegean College, Athens, Piräus, Larisa und Thessaloniki
- Metropolitan College, Athen, Maroussi, Piräus, Thessaloniki, Iraklio, Rhodos, Larisa, Patras
- The American College of Greece, Athen
- The American College of Thessaloniki, Thessaloniki